# 17e cérémonie des Oscars
La 17e cérémonie des Oscars du cinéma s'est déroulée le 15 mars 1945 au Grauman's Chinese Theatre à Los Angeles (Californie).

## Palmarès

### Meilleur film
- La Route semée d'étoiles (Going My Way), produit par Paramount
  - Assurance sur la mort (Double Indemnity), produit par Paramount
  - Depuis ton départ (Since You Went Away), produit par Selznick International Pictures
  - Hantise (Gaslight), produit par Metro-Goldwyn-Mayer
  - Le Président Wilson (Wilson), produit par 20th Century-Fox

### Meilleur réalisateur
- Leo McCarey pour La Route semée d'étoiles (Going My Way)
  - Billy Wilder pour Assurance sur la mort (Double Indemnity)
  - Otto Preminger pour Laura
  - Alfred Hitchcock pour Lifeboat
  - Henry King pour Le Président Wilson (Wilson)

### Meilleur acteur
- Bing Crosby pour le rôle du père O'Malley dans La Route semée d'étoiles (Going My Way)
  - Charles Boyer pour le rôle de Gregory Anton dans Hantise (Gaslight)
  - Barry Fitzgerald pour le rôle du père Fitzgibbon dans La Route semée d'étoiles (Going My Way)
  - Cary Grant pour le rôle d'Ernie Mott dans Rien qu'un cœur solitaire (None But the Lonely Heart)
  - Alexander Knox pour le rôle de Woodrow Wilson dans Le Président Wilson (Wilson)

### Meilleure actrice
- Ingrid Bergman pour le rôle de Paula Alquist dans Hantise (Gaslight)
  - Bette Davis pour le rôle de Fanny Trellis dans Femme aimée est toujours jolie (Mr. Skeffington)
  - Claudette Colbert pour le rôle d'Anne Hilton dans Depuis ton départ (Since You Went Away)
  - Greer Garson pour le rôle de Susie 'Sparrow' Parkington dans Madame Parkington (Mrs. Parkington)
  - Barbara Stanwyck pour le rôle de Phyllis Dietrichson dans Assurance sur la mort (Double Indemnity)

### Meilleur acteur dans un second rôle
- Barry Fitzgerald pour le rôle du père Fitzgibbon dans La Route semée d'étoiles (Going My Way)
  - Clifton Webb pour le rôle de Waldo Lydecker dans Laura
  - Claude Rains pour le rôle de Job Skeffington dans Femme aimée est toujours jolie (Mr. Skeffington)
  - Monty Woolley pour le rôle du colonel William G. Smollett dans Depuis ton départ (Since You Went Away)
  - Hume Cronyn pour le rôle de Paul Roeder dans La Septième Croix (The Seventh Cross)

### Meilleure actrice dans un second rôle
- Ethel Barrymore pour le rôle de Ma Mott dans Rien qu'un cœur solitaire (None but the Lonely Heart)
  - Aline MacMahon pour le rôle de la femme de Ling Tan dans Les Fils du dragon (Dragon Seed)
  - Angela Lansbury pour le rôle de Nancy dans Hantise (Gaslight)
  - Agnes Moorehead pour le rôle de la baronne Aspasia Conti dans Madame Parkington (Mrs. Parkington)
  - Jennifer Jones pour le rôle de Jane Deborah Hilton dans Depuis ton départ (Since You Went Away)

### Meilleur scénario original
- Lamar Trotti pour Le Président Wilson (Wilson)
  - Preston Sturges pour Héros d'occasion (Hail the Conquering Hero)
  - Preston Sturges pour Miracle au village (The Miracle of Morgan's Creek)
  - Richard Connell et Gladys Lehman pour Deux Jeunes Filles et un marin (Two Girls and a Sailor)
  - Jerome Cady pour Le Porte-avions X (Wing and a Prayer)

### Meilleur scénario adapté
- Frank Butler et Frank Cavett pour La Route semée d'étoiles (Going My Way), d'après une histoire de Leo McCarey
  - Billy Wilder et Raymond Chandler pour Assurance sur la mort (Double Indemnity), d'après le roman Double Indemnity in Three of a Kind de James M. Cain
  - John Van Druten, Walter Reisch et John L. Balderston pour Hantise (Gaslight), d'après le roman Gas Light de Patrick Hamilton
  - Jay Dratler, Samuel Hoffenstein et Betty Reinhardt pour Laura, d'après le roman Laura de Vera Caspary
  - Irving Brecher (en) et Fred F. Finklehoffe (en) pour Le Chant du Missouri (Meet Me in St. Louis), d'après le roman Meet Me in St. Louis de Sally Benson

### Meilleure histoire originale
- Leo McCarey pour La Route semée d'étoiles (Going My Way)
  - David Boehm et Chandler Sprague pour Un nommé Joe (A Guy Named Joe)
  - John Steinbeck pour Lifeboat
  - Alfred Neumann et Joseph Than pour Pas un n'échappera (None Shall Escape)
  - Edward Doherty et Jules Schermer pour J'avais cinq fils (The Sullivans)

### Meilleurs décors
Noir et blanc
- Hantise (Gaslight) – Directeurs artistiques : Cedric Gibbons et William Ferrari - Chefs décorateurs : Paul Huldschinsky et Edwin B. Willis
  - Adresse inconnue (Address Unknown) – Directeurs artistiques : Lionel Banks et Walter Holscher (en) - Chef décorateur : Joseph Kish
  - Les Aventures de Mark Twain (The Adventures of Mark Twain) – Directeur artistique : John Hughes (en) - Chef décorateur : Fred M. MacLean
  - Casanova le petit (Casanova Brown) – Directeur artistique : Perry Ferguson - Chef décorateur : Julia Heron
  - Laura – Directeurs artistiques : Lyle Wheeler et Leland Fuller (en) - Chef décorateur : Thomas Little
  - La Dangereuse Aventure (No Time for Love) – Directeurs artistiques : Hans Dreier et Robert Usher (en) - Chef décorateur : Samuel M. Comer
  - Depuis ton départ (Since You Went Away) – Directeur artistique : Mark-Lee Kirk (en) - Chefs décorateurs : Victor A. Gangelin
  - Step Lively – Directeurs artistiques : Albert S. D'Agostino et Carroll Clark - Chefs décorateurs : Darrell Silvera et Claude E. Carpenter (en)

Couleur
- Le Président Wilson (Wilson) – Directeur artistique : Wiard Ihnen - Chef décorateur : Thomas Little
  - La Passion du docteur Hohner (The Climax) – Directeurs artistiques : John B. Goodman et Alexander Golitzen - Chefs décorateurs : Russell A. Gausman et Ira S. Webb
  - La Reine de Broadway (Cover Girl) – Directeurs artistiques : Lionel Banks et Cary Odell - Chef décorateur : Fay Babcock
  - Le Chant du désert(The Desert Song) – Directeur artistique : Charles Novi (en) - Chef décorateur : Jack McConaghy (en)
  - Kismet – Directeurs artistiques : Cedric Gibbons et Daniel B. Cathcart- Chefs décorateurs : Edwin B. Willis et Richard Pefferle (en)
  - Les Nuits ensorcelées (Lady in the Dark) – Directeurs artistiques : Hans Dreier, Raoul Pène Du Bois - Chef décorateur : Ray Moyer
  - La Princesse et le Pirate (The Princess and the Pirate) – Directeur artistique : Ernst Fegté - Chef décorateur : Howard Bristol (en)

### Meilleure photographie
Noir et blanc
- Joseph LaShelle pour Laura
  - John Seitz pour Assurance sur la mort (Double Indemnity)
  - Sidney Wagner pour Les Fils du dragon (Dragon Seed)
  - Joseph Ruttenberg pour Hantise (Gaslight)
  - Lionel Lindon pour La Route semée d'étoiles (Going My Way)
  - Glen MacWilliams pour Lifeboat
  - Stanley Cortez et Lee Garmes pour Depuis ton départ (Since You Went Away)
  - Robert Surtees et Harold Rosson pour Trente Secondes sur Tokyo (Thirty Seconds over Tokyo)
  - Charles Lang pour La Falaise mystérieuse (The Uninvited)
  - George Folsey pour Les Blanches Falaises de Douvres (The White Cliffs of Dover)

Couleur
- Leon Shamroy pour Le Président Wilson (Wilson)
  - Rudolph Maté et Allen M. Davey pour La Reine de Broadway (Cover Girl)
  - Edward Cronjager pour Le Jockey de l'amour (Home in Indiana)
  - Charles Rosher pour Kismet
  - Ray Rennahan pour Les Nuits ensorcelées (Lady in the Dark)
  - George Folsey pour Le Chant du Missouri (Meet Me in St. Louis)

### Meilleur montage
- Barbara McLean pour Le Président Wilson (Wilson)
  - LeRoy Stone pour La Route semée d'étoiles (Going My Way)
  - Owen Marks pour Janie
  - Roland Gross (en) pour Rien qu'un cœur solitaire (None but the Lonely Heart)
  - Hal C. Kern et James E. Newcom pour Depuis ton départ (Since You Went Away)

### Meilleur son
- Edmund H. Hansen (20th Century-Fox Studio Sound Department) pour Le Président Wilson (Wilson)
  - Daniel J. Bloomberg (en) (Republic Studio Sound Department) pour Brazil
  - Thomas T. Moulton (Samuel Goldwyn Studio Sound Department) pour Casanova le petit (Casanova Brown)
  - John P. Livadary (Columbia Studio Sound Department) pour La Reine de Broadway (Cover Girl)
  - Loren L. Ryder (Paramount Studio Sound Department) pour Assurance sur la mort (Double Indemnity)
  - Bernard B. Brown (Universal Studio Sound Department) pour La Sœur de son valet (His Butler's Sister)
  - Nathan Levinson ( Warner Bros. Studio Sound Department) pour Hollywood Canteen
  - Jack Whitney (Sound Service) pour C'est arrivé demain (It Happened Tomorrow)
  - Douglas Shearer (Metro-Goldwyn-Mayer Studio Sound Department) pour Kismet
  - Stephen Dunn (RKO Radio Studio Sound Department) pour Sérénade américaine (Music in Manhattan)
  - Mac Dalgleish (en) (RCA Sound) pour Une voix dans la tempête (Voice in the Wind)

### Meilleure musique de film (film dramatique ou comédie)
- Max Steiner pour Depuis ton départ (Since You Went Away)
  - Morris Stoloff et Ernst Toch pour Adresse inconnue (Address Unknown)
  - Max Steiner pour Les Aventures de Mark Twain (The Adventures of Mark Twain)
  - Dimitri Tiomkin pour Le Pont du roi Saint-Louis (The Bridge of San Luis Rey)
  - Arthur Lange pour Casanova le petit (Casanova Brown)
  - Hans J. Salter pour Vacances de Noël (Christmas Holiday)
  - Miklós Rózsa pour Assurance sur la mort (Double Indemnity)
  - Walter Scharf et Roy Webb pour Alerte aux marines (The Fighting Seabees)
  - Edward Paul et Michel Michelet pour Le Singe velu (The Hairy Ape)
  - Robert Stolz pour C'est arrivé demain (It Happened Tomorrow)
  - Fred Rich (en) pour La Vie aventureuse de Jack London (Jack London)
  - Herbert Stothart pour Kismet
  - Hanns Eisler et Constantin Bakaleinikoff pour Rien qu'un cœur solitaire (None but the Lonely Heart)
  - David Rose pour La Princesse et le Pirate (The Princess and the Pirate)
  - Karl Hajos pour L'Aveu (Summer Storm)
  - W. Franke Harling pour Three Russian Girls
  - Edward Paul pour Dans la chambre de Mabel (Up in Mabel's Room)
  - Michel Michelet pour Une voix dans la tempête (Voice in the Wind)
  - Alfred Newman pour Le Président Wilson (Wilson)
  - Miklós Rózsa pour La Loi du Far West (The Woman of the Town)

### Meilleure musique de film (film musical)
- Morris Stoloff et Carmen Dragon pour La Reine de Broadway (Cover Girl)
  - Walter Scharf pour Brazil
  - Constantin Bakaleinikoff pour Amour et Swing (Higher and Higher)
  - Ray Heindorf pour Hollywood Canteen
  - Alfred Newman pour Pour les beaux yeux de ma belle (Irish Eyes Are Smiling)
  - Werner R. Heymann et Kurt Weill pour Un sourire pour toi (en) (Knickerbocker Holiday)
  - Robert Emmett Dolan pour Les Nuits ensorcelées (Lady in the Dark)
  - Edward J. Kay pour Invitation à la danse (Lady, Let's Dance)
  - George Stoll pour Le Chant du Missouri (Meet Me in St. Louis)
  - Hans J. Salter pour The Merry Monahans
  - Ferde Grofé et Leo Erdody (en) pour Le Troubadour de Broadway (Minstrel Man)
  - Mahlon Merrick pour Sensations of 1945
  - Charles Previn pour Hollywood Mélodie (Song of the Open Road)
  - Ray Heindorf et Louis Forbes pour Un fou s'en va-t-en guerre (Up in Arms)

### Meilleure chanson
- Swinging on a Star dans La Route semée d'étoiles (Going My Way) – Musique : James Van Heusen ; paroles : Johnny Burke
  - I Couldn't Sleep a Wink Last Night dans Amour et Swing (Higher and Higher) – Musique : Jimmy McHugh ; paroles : Harold Adamson
  - I'll Walk Alone dans Hollywood Parade (Follow the Boys) – Musique : Jule Styne ; paroles : Sammy Cahn
  - I'm Making Believe dans Sweet and Low-Down – Musique : James V. Monaco (en) ; paroles : Mack Gordon (en)
  - Long Ago and Far Away dans La Reine de Broadway (Cover Girl) – Musique : Jerome Kern ; paroles : Ira Gershwin
  - Now I Know dans Un fou s'en va-t-en guerre (Up in Arms) – Musique : Harold Arlen ; paroles : Ted Koehler
  - Remember Me to Carolina dans Le Troubadour de Broadway (Minstrel Man) – Musique : Harry Revel ; paroles : Paul Webster
  - Rio de Janeiro dans Brazil – Musique : Ary Barroso ; paroles : Ned Washington
  - Silver Shadows and Golden Dreams dans Invitation à la danse (Lady, Let's Dance) – Musique : Lew Pollack (en) ; paroles : Charles Newman (en)
  - Too Much in Love dans Hollywood Mélodie (Song of the Open Road) – Musique : Walter Kent (en) ; paroles : Kim Gannon (en)
  - The Trolley Song dans Le Chant du Missouri (Meet Me in St. Louis) – Paroles et musique : Ralph Blane (en) et Hugh Martin (en)

### Meilleur film documentaire
- Le Combattant (The Fighting Lady) de Edward Steichen
  - Resisting Enemy Interrogation de Bernard Vorhaus

### Meilleur court métrage en prises de vues réelles
Une bobine
- Who's Who in Animal Land (en) de Leslie M. Roush
  - Blue Grass Gentlemen
  - Jammin' the Blues
  - Movie Pests
  - Screen Snapshots' 50th Anniversary of Motion Pictures

Deux bobines
- I Won't Play de Crane Wilbur
  - Bombalera
  - Main Street Today

### Meilleur court métrage documentaire
- With the Marines at Tarawa de Louis Hayward (United States Marine Corps)
  - Hymn of the Nations (en) de Alexander Hammid (United States Office of War Information)
  - New Americans (en) de Slavko Vorkapić (en) (RKO Pictures)

### Meilleur court métrage d'animation
- Jerry ne se laisse pas faire (Mouse Trouble) de Joseph Barbera et William Hanna
  - And to Think I Saw It on Mulberry Street (série George Pal Puppetoon) de George Pal
  - Dog, Cat and Canary de Howard Swift
  - Fish Fry de Shamus Culhane
  - Dingo joue au football de Jack Kinney
  - My Boy, Johnny (série Terrytoons) de Eddie Donnelly
  - Swooner Crooner de Frank Tashlin

## Oscars d'honneur
- Margaret O'Brien
- Bob Hope

## Oscar en mémoire d'Irving Thalberg
- Darryl F. Zanuck

## Statistiques

### Récompenses multiples
- 7 Oscars : La Route semée d'étoiles
- 5 Oscars : Le Président Wilson
- 2 Oscars : Hantise

### Nominations multiples
- 10 nominations : La Route semée d'étoiles, Le Président Wilson
- 9 nominations : Depuis ton départ
- 7 nominations : Assurance sur la mort, Hantise
- 5 nominations : La Reine de Broadway, Laura
- 4 nominations : Kismet, Le Chant du Missouri, Rien qu'un cœur solitaire
- 3 nominations : Les Aventures de Mark Twain, Brazil, Casanova le petit, Hollywood Canteen, Les Nuits ensorcelées, Lifeboat
- 2 nominations : Adresse inconnue, Les Fils du dragon, Amour et Swing, C'est arrivé demain, Invitation à la danse, Le Troubadour de Broadway, Femme aimée est toujours jolie, Madame Parkington, La Princesse et le Pirate, Hollywood Mélodie, Trente Secondes sur Tokyo, Un fou s'en va-t-en guerre, Une voix dans la tempête